# Protorthodes pseudochroma
Protorthodes pseudochroma är en fjärilsart som beskrevs av Dyar 1913. Protorthodes pseudochroma ingår i släktet Protorthodes och familjen nattflyn. Inga underarter finns listade i Catalogue of Life.